# Kazanie (województwo kujawsko-pomorskie)
Kazanie – wieś w Polsce położona w województwie kujawsko-pomorskim, w powiecie włocławskim, w gminie Lubraniec.

## Historia
Wieś wzmiankowana była już XV w., kiedy to należała do rodziny Lubrańskich i wchodziła w skład tzw.ordynacji lubrańskiej. Po 1538 r. należała do Erazma Kretkowskiego, kasztelana gnieźnieńskiego. W XVII w. była własnością Franciszka Łochowskiego, w XVIII w. rodziny Dąmbskich, a w XIX w. Joanny Mniewskiej ze Słubickich. Na początku XX w. Bronisław Grodzicki kupił dobra w Lubrańcu i przeprowadził działy rodzinne pomiędzy synami. Kazanie i Turowo otrzymał Filip. Po II wojnie światowej powstał tutaj PGR a miejscowy pałac przeznaczony został na biura. Wraz z likwidacją Państwowych Gospodarstw Rolnych w latach 90. ziemie, zabudowa PGR-u a także pałac wraz z parkiem go otaczającym zostały podzielone i sprzedane osobom prywatnym. We wsi działa nadal założona już w latach 30. XX w. Ochotnicza Straż Pożarna.

## Zabytki i inne obiekty
- dwór z 1918,
- dom rządcy z około 1900,
- park krajobrazowy z drugiej połowy XIX w.

## Sport i rekreacja
W Kazaniu znajduje się pełnowymiarowe boisko do gry w piłkę nożną, na którym swe mecze rozgrywała niedziałająca już miejscowa drużyna. Istnieje tutaj również plac zabaw dla dzieci wraz z siłownią ze sprzętem do rekreacji i rehabilitacji indywidualnej na świeżym powietrzu.

## Demografia
Według Narodowego Spisu Powszechnego (III 2011 r.) wieś liczyła 388 mieszkańców. Jest największą miejscowością gminy Lubraniec.